# Trstelj
Trstelj (643 mnm) je najvišji hrib na slovenskem Krasu, hkrati pa tudi najvišji vrh Črnih hribov, ki se dvigajo nad planoto Tržaško-komenskega krasa med Lipo in Opatjim selom ter padajo proti Vipavski dolini med Dornberkom in Mirnom.
Na vrhu stoji Planinski dom Trstelj, Stjenkova koča (610 mnm). Po drugi svetovni vojni so bile tu, kjer je sedaj koča, ruševine italijanskega vojaškega objekta. Planinsko društvo Nova Gorica je tedaj sklenilo, da poslopje obnovi za potrebe planincev. Že dobro leto po ustanovitvi društva, 20. avgusta 1950, so postojanko odprli in jo poimenovali po narodnemu heroju Antonu Šibelji-Stjenku (1914-1945). Kočo so večkrat obnavljali, temeljito pa so jo obnovili konec osemdesetih let.
Proti vzhodu se razprostira razgled na Trnovski gozd s Čavnom in za gričevjem med Braniško in Vipavsko dolino Nanos, v bližini pa sta malo nižja vrhova Kačnik in Lipnik, ki ju od Trstelja loči le preval Železna vrata. Od vzhoda proti jugu so na obzorju Snežnik, Vremščica in Slavnik, na jugu in proti zahodu je obširna planota Tržaško-komenskega krasa, preko katere se zelo lepo vidi Tržiški zaliv s Tržičem. Proti zahodu se razprostirajo pobočja Črnih hribov, prav v bližini pa je vrh Stol (629 m), drugi najvišji vrh tega hribovja. Proti severu padajo pobočja Črnih hribov v Vipavsko dolino, nad njo pa se dviga nizko gričevje proti Novi Gorici in južnem pobočju Trnovskega gozda.
Na Trstelj vodijo poti iz Dornberka (čez Železna vrata), Renč, Branika (skozi Pedrovo in mimo Železnih vrat), Kostanjevice na Krasu (po grebenu Črnih hribov) in Lipe ter od Mirenskega gradu ali Lokvice ob grebenu Črnih hribov.
Zaradi ugodne geografske lege stoji na njem več radijskih in televizijskih oddajnikov/pretvornikov.

## Vir
- Planinski vestnik, letnik LXXXIX, št. 6, str. 258.